# David Trueba
David Rodríguez Trueba, més conegut com a David Trueba, (Madrid, 10 de setembre de 1969) és un periodista, escriptor, guionista i director de cinema espanyol. És germà del també director de cinema i escriptor Fernando Trueba.
Pel fet que va estar casat amb l'actriu catalana Ariadna Gil, s'expressa en català amb fluïdesa.
Els seus articles setmanals a El Periódico de Catalunya estan recollits en l'antologia Tragarse la lengua y otros artículos de ocasión. També ha treballat a la televisió, on va codirigir El peor programa de la semana.
En cinema ha treballat en els guions de pel·lícules com Amo tu cama rica, Los peores años de nuestra vida, Two Much, Perdita Durango, La niña de tus ojos, Vengo o el documental Balseros. Soldados de Salamina (2003) fou la seva tercera pel·lícula com a director, després de La buena vida (1996) i Obra Maestra (2000). Posteriorment també va col·laborar a la col·lectiva ¡Hay motivo! (2004), amb el segment Cerrar los ojos. Els seus següents llargmetratges foren Bienvenido a casa (2005), Madrid, 1987 (2011) i Vivir es fácil con los ojos cerrados (2013), per la qual va guanyar els premis Goya a Millor Director i Millor Guió Original. L'última és Saben aquell (2023), la pel·lícula sobre l'humorista Eugenio, amb un monumental David Verdaguer.
Com a escriptor ha publicat les novel·les Abierto toda la noche (1995), Cuatro amigos (1999),Saber perder (2008), Blitz (2015) i Tierra de campos (2017)